# Pharsalia borneensis
Pharsalia borneensis là một loài bọ cánh cứng trong họ Cerambycidae.